# Сан-Джорджо-ді-Ломелліна
Сан-Джорджо-ді-Ломелліна (італ. San Giorgio di Lomellina) — муніципалітет в Італії, у регіоні Ломбардія, провінція Павія.
Сан-Джорджо-ді-Ломелліна розташований на відстані близько 480 км на північний захід від Рима, 45 км на південний захід від Мілана, 31 км на захід від Павії.
Населення — 1120 осіб (2014).

## Демографія
Населення за роками:

Станом на 1 січня 2023 року в муніципалітеті офіційно проживало 46 іноземців з 13 країн, серед них 12 громадян країн Євросоюзу та 4 громадяни України.

## Сусідні муніципалітети
- Черньяго
- Ломелло
- Оттоб'яно
- Тромелло
- Велеццо-Ломелліна